# Kriminalpolis
Kriminalpolis är den del av polisen som ägnar sig ut att utreda brott, huvudsakligen grövre brott såsom mord, dråp, rån, grova narkotikabrott och sexualbrott.